# Challenge Ameryk w Curlingu 2018 (styczeń)
Challenge Ameryk w Curlingu 2018 (styczeń) – turniej, który odbył się w dniach 27–29 stycznia 2017 w kanadyjskim Londonie.
Był to piąty challenge Ameryk w curlingu. Po raz pierwszy na mistrzostwa świata musiała kwalifikować się reprezentacja Kanady.

## System rozgrywek
Obie reprezentacje rozegrały ze sobą trzy mecze.

## Reprezentacje
| Państwo  | Czwarty                 | Trzeci         | Drugi            | Otwierający  | Rezerwowy            |
| -------- | ----------------------- | -------------- | ---------------- | ------------ | -------------------- |
| Brazylia | Marcelo Cabral de Mello | Scott McMullan | Marcio Cerquinho | Filipe Nunes | Sergio Mitsuo Vilela |
| Kanada   | Glenn Howard            | Adam Spencer   | David Mathers    | Scott Howard | -                    |

pogrubieniem oznaczono skipów.

## Wyniki
Kanada -  Brazylia 15:1

 Kanada -  Brazylia 8:3

 Kanada -  Brazylia 6:3

## Klasyfikacja końcowa
|  | Kwalifikacja na Mistrzostwa Świata Mężczyzn 2018 |

|   | Państwo  | Skip                    |
| - | -------- | ----------------------- |
| 1 | Kanada   | Glenn Howard            |
| 2 | Brazylia | Marcelo Cabral de Mello |